# نمایشگر عروسکی (فیلم ۲۰۱۲)
نمایشگر عروسکی  (به انگلیسی: The Ventriloquist) یک فیلم کوتاه کمدی درام به کارگردانی و نویسندگی بنجامین لویت محصول سال ۲۰۱۲ است.